# Gowrie
Pour les articles homonymes, voir Gowrie (homonymie).

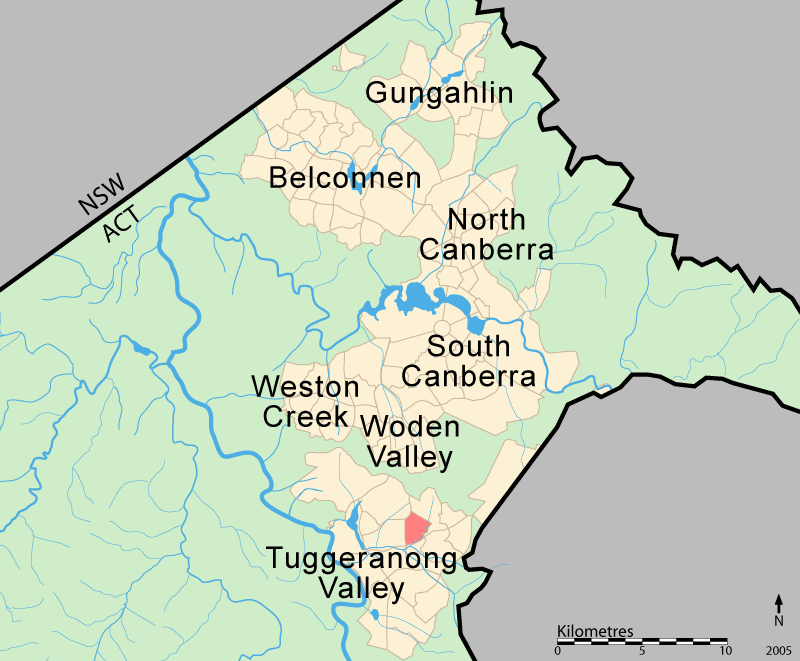
Gowrie (en rose) un quartier de Canberra.

Gowrie (code postal: ACT 2904) est un quartier de l'arrondissement de Tuggeranong, à Canberra la capitale fédérale de l'Australie. Le quartier porte le nom du gouverneur général Alexander Hore-Ruthven, 1er comte de Gowrie et les rues des quartiers portent le nom de membres des forces armées les plus décorés notamment ceux ayant obtenu la Croix de Victoria. Gowrie compte 3 226 habitants en 2006. 

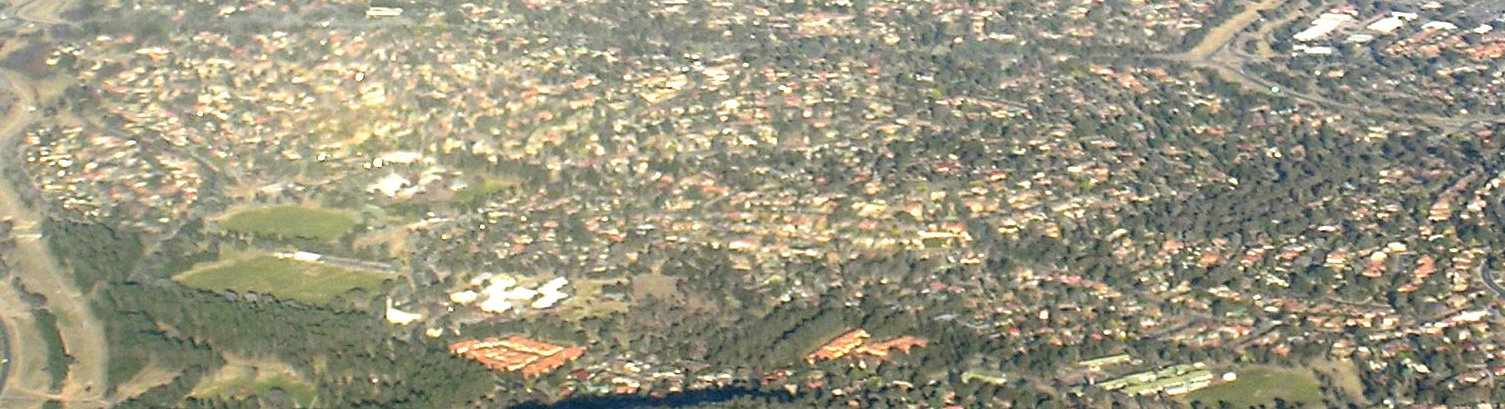
Vue aérienne de Gowrie

## Référence
- Statistique sur Gowrie